# Ветров, Константин Владимирович
Константи́н Влади́мирович Ве́тров (род. 30 декабря 1962 года, Химки, Московская область) — российский государственный и политический деятель, предприниматель, музыкальный продюсер. Кандидат социологических наук. Депутат Государственной думы третьего, четвёртого и пятого созывов (2000—2012 гг.) В Государственной думе третьего созыва (2000—2004 гг.) занимал пост председателя комитета по информационной политике, являлся членом Совета Государственной думы.
Был одним из разработчиков федеральной целевой программы «Электронная Россия», призванной обеспечить ускорение процессов информационного обмена в экономике и обществе.
Автор книги «Средства массовой информации постсоветской России» (2004 г.). Автор более ста общественно-политических и научных статей, опубликованных в центральных российских СМИ.
Продюсер музыкальных арт-рок-проектов «Полуострова» (2003 г.) и «Полуострова-2» (2006 г.), ставших результатом творческого союза экс-лидера рок-группы «Агата Кристи» Вадима Самойлова и заместителя руководителя администрации президента РФ Владислава Суркова. В проекте «Полуострова» исполнил композицию собственного сочинения Exercise 10…21.
В 2005 г. создал группу «Вельвет» и до 2014 г. являлся её бессменным продюсером.
В марте 2005 года выступил организатором встречи заместителя главы администрации президента РФ Владислава Суркова с рядом известных российских рок-музыкантов и продюсеров. Событие получило большой общественный резонанс и было широко освещено многими ведущими отечественными СМИ.
С октября 2012 г. работает в сфере IT-бизнеса. Является вице-президентом компании «Leta Group». Руководит направлением стратегического развития, рекламы и GR. Согласно неофициальной информации, является акционером нескольких российских IT-компаний.

## Биография
Родился 30 декабря 1962 г., г. Химки Московской области. Окончил Химкинский механический техникум в 1983 году. C 1984-го по 1986 год проходил срочную службу в армии (в частях технического обеспечения Военно-воздушных сил). Окончил Московский государственный институт культуры в 1990 году. Кандидат социологических наук (2003 г.)
С 1992 по 1995 год руководил Московским международным театральным фестивалем «Содружество».
С 1995 г. возглавлял информационно-аналитические службы подразделений по связям с общественностью в ряде крупных российских корпораций. Был вице-президентом Альфа-банка.
В декабре 1999 года был избран депутатом Государственной Думы РФ третьего созыва по списку избирательного объединения «Блок Жириновского», был членом фракции ЛДПР, председателем комитета по информационной политике.
7 декабря 2003 года был избран в Государственную Думу РФ четвёртого созыва по общефедеральному списку избирательного объединения «Либерально-демократическая партия России», был членом фракции ЛДПР, первым заместителем председателя комитета по информационной политике и связи, председателем подкомитета по информатизации.
2 декабря 2007 года был избран депутатом Государственной думы РФ пятого созыва в составе федерального списка кандидатов, выдвинутого ЛДПР. Был членом фракции ЛДПР, членом комитета по информационной политике, информационным технологиям и связи, председателем подкомитета по информатизации и информационным ресурсам.
С октября 2012 г. работает в сфере IT-бизнеса. Занимает руководящие посты в нескольких ведущих российских IT-компаниях.

## Награды
Награждён медалью ордена «За заслуги перед Отечеством» II степени, медалью «За укрепление боевого содружества», медалью «200 лет Министерству обороны», памятной юбилейной медалью и памятным знаком председателя Государственной думы «100 лет со дня учреждения Государственной думы в России».
Лауреат общественных премий — премии имени Петра Великого и премии «Российский Национальный Олимп» в номинации «Депутат года».
Награжден именной благодарностью президента Российской Федерации В. В. Путина «за большие заслуги в развитии и совершенствовании законодательной базы российских средств массовой информации, книгоиздания и полиграфии».

## Продюсерская деятельность
В 2005 г. создал и возглавил культурный фонд «Наше время», где вместе с известными российскими продюсерами Александром Пономаревым (группы «Би-2», «Сплин») и Дмитрием Гройсманом (группа «Чайф») занимался поиском и продвижением молодых российских рок-музыкантов.
В 2005—2008 гг. помогал выпускать молодёжный журнал Fuzz, а также принимал активное участие в организации рок-фестивалей, проводимых этим изданием.
С 2005-го по 2009 г. в рамках Международного музыкального фестиваля «Новая волна» организовывал и проводил концерты с участием известных российских и зарубежных рок-групп.
Также в рамках фонда, вместе с писателем и драматургом Дмитрием Липскеровым, участвовал в организации и проведении ежегодной премии в области литературы «Дебют» (2005—2008 гг.)
В этот же период тесно сотрудничал с известной современной художницей и галеристкой Айдан Салаховой. Принимал активное участие в организации и проведении проекта «Арт-поле».

## Проект «Полуострова»
В 2003 году стал продюсером музыкального арт-рок-проекта Владислава Суркова и Вадима Самойлова «Полуострова», в котором также исполнил композицию собственного сочинения Exercise 10…21.
В 2006 г. стал продюсером второго альбома творческого тандема Суркова и Самойлова — «Полуострова-2».
И первый, и второй альбомы были выпущены ограниченными тиражами по 500 экземпляров. На сегодняшний день оригинальные экземпляры этих альбомов являются коллекционной редкостью среди любителей рок-музыки.

## Проект «Вельвет»
В 2005 г. вместе с автором и исполнителем собственных песен Екатериной Белоконь создал поп-рок-группу «Вельвет» и девять лет являлся бессменным продюсером этого коллектива. В этот период группа добилась заметных успехов на российской музыкальной сцене и вошла в число самых популярных отечественных исполнителей поп-рока.
К 2014 году группа выпустила три музыкальных альбома, стала дважды лауреатом премии «Золотой граммофон», а также обладателем звания лучшей российской поп-рок-группы по версии музыкального телеканала RU.TV.

## Звания
- Почетный член Российской академии естественных наук.
- Академик Академии проблем подъёма экономики России.
- Член-корреспондент Международной академии организационных наук.
- Кандидат социологических наук.

## Семья
Женат, имеет троих детей.

## Публикации в СМИ
- http://www.rg.ru/2003/11/18/vetrov.html
- http://lenizdat.ru/articles/1030873/
- http://izvestia.ru/news/253582